# 堺市の地名
本項堺市の町名（さかいしのちめい）では、大阪府堺市における現在の町名や地名を中心に、明治時代初期以来の町名の変遷について記述する。
堺市では、美原区を除き、xx丁目と表すところをxx丁としている。

## 現行行政町名
堺市では、一部の区域で住居表示に関する法律に基づく住居表示が実施されている。

### 堺区
| 郵便番号   | 町名              | 読み方                   |
| ---------- | ----------------- | ------------------------ |
| 〒590-0001 | 遠里小野町        | おりおのちょう           |
| 〒590-0002 | 砂道町            | すなみちちょう           |
| 〒590-0003 | 高須町            | たかすちょう             |
| 〒590-0004 | 北清水町          | きたしみずちょう         |
| 〒590-0005 | 南清水町          | みなみしみずちょう       |
| 〒590-0006 | 錦綾町            | きんりょうちょう         |
| 〒590-0007 | 北庄町            | きたしょうちょう         |
| 〒590-0008 | 南庄町            | みなみしょうちょう       |
| 〒590-0011 | 香ケ丘町          | かおりがおかちょう       |
| 〒590-0012 | 浅香山町          | あさかやまちょう         |
| 〒590-0013 | 東雲西町          | しののめにしまち         |
| 〒590-0014 | 田出井町          | たでいちょう             |
| 〒590-0015 | 南田出井町        | みなみたでいちょう       |
| 〒590-0016 | 中田出井町        | なかたでいちょう         |
| 〒590-0017 | 北田出井町        | きたたでいちょう         |
| 〒590-0018 | 今池町            | いまいけちょう           |
| 〒590-0021 | 北三国ケ丘町      | きたみくにがおかちょう   |
| 〒590-0022 | 中三国ケ丘町      | なかみくにがおかちょう   |
| 〒590-0023 | 南三国ケ丘町      | みなみみくにがおかちょう |
| 〒590-0024 | 向陵中町          | こうりょうなかまち       |
| 〒590-0025 | 向陵東町          | こうりょうひがしまち     |
| 〒590-0026 | 向陵西町          | こうりょうにしまち       |
| 〒590-0027 | 榎元町            | えのきもとまち           |
| 〒590-0028 | 三国ケ丘御幸通    | みくにがおかみゆきどおり |
| 〒590-0031 | 五月町            | さつきちょう             |
| 〒590-0032 | 西永山園          | にしながやまえん         |
| 〒590-0033 | 中永山園          | なかながやまえん         |
| 〒590-0034 | 東永山園          | ひがしながやまえん       |
| 〒590-0035 | 大仙町            | だいせんちょう           |
| 〒590-0036 | 南丸保園          | みなみまるほえん         |
| 〒590-0037 | 北丸保園          | きたまるほえん           |
| 〒590-0041 | 陵西通            | りょうさいどおり         |
| 〒590-0042 | 七条通            | しちじょうどおり         |
| 〒590-0043 | 六条通            | ろくじょうどおり         |
| 〒590-0044 | 五条通            | ごじょうどおり           |
| 〒590-0045 | 四条通            | しじょうどおり           |
| 〒590-0046 | 三条通            | さんじょうどおり         |
| 〒590-0047 | 二条通            | にじょうどおり           |
| 〒590-0048 | 一条通            | いちじょうどおり         |
| 〒590-0051 | 幸通              | さいわいどおり           |
| 〒590-0052 | 八千代通          | やちよどおり             |
| 〒590-0053 | 文珠橋通          | もんじゅばしどおり       |
| 〒590-0054 | 京町通            | きょうまちどおり         |
| 〒590-0055 | 旭通              | あさひどおり             |
| 〒590-0056 | 新保通            | しんぽどおり             |
| 〒590-0057 | 御陵通            | ごりょうどおり           |
| 〒590-0061 | 翁橋町            | おきなばしちょう         |
| 〒590-0062 | 北安井町          | きたやすいちょう         |
| 〒590-0063 | 中安井町          | なかやすいちょう         |
| 〒590-0064 | 南安井町          | みなみやすいちょう       |
| 〒590-0065 | 永代町            | えいたいちょう           |
| 〒590-0066 | 賑町              | にぎわいちょう           |
| 〒590-0071 | 北向陽町          | きたこうようちょう       |
| 〒590-0072 | 中向陽町          | なかこうようちょう       |
| 〒590-0073 | 南向陽町          | みなみこうようちょう     |
| 〒590-0074 | 北花田口町        | きたはなだぐちちょう     |
| 〒590-0075 | 南花田口町        | みなみはなだぐちちょう   |
| 〒590-0076 | 北瓦町            | きたかわらまち           |
| 〒590-0077 | 中瓦町            | なかかわらまち           |
| 〒590-0078 | 南瓦町            | みなみかわらまち         |
| 〒590-0079 | 新町              | しんまち                 |
| 〒590-0801 | 大仙中町          | だいせんなかまち         |
| 〒590-0802 | 百舌鳥夕雲町      | もずせきうんちょう       |
| 〒590-0803 | 東上野芝町（1丁） | ひがしうえのしばちょう   |
| 〒590-0804 | 緑ケ丘南町        | みどりがおかみなみまち   |
| 〒590-0805 | 緑ケ丘中町        | みどりがおかなかまち     |
| 〒590-0806 | 緑ケ丘北町        | みどりがおかきたまち     |
| 〒590-0807 | 旭ケ丘南町        | あさひがおかみなみまち   |
| 〒590-0808 | 旭ケ丘中町        | あさひがおかなかまち     |
| 〒590-0809 | 旭ケ丘北町        | あさひがおかきたまち     |
| 〒590-0811 | 南陵町            | なんりょうちょう         |
| 〒590-0812 | 霞ケ丘町          | かすみがおかちょう       |
| 〒590-0813 | 神石市之町        | かみいしいちのちょう     |
| 〒590-0814 | 石津町            | いしづちょう             |
| 〒590-0820 | 高砂町            | たかさごちょう           |
| 〒590-0821 | 大仙西町          | だいせんにしまち         |
| 〒590-0822 | 協和町            | きょうわちょう           |
| 〒590-0823 | 石津北町          | いしづきたまち           |
| 〒590-0824 | 老松町            | おいまつちょう           |
| 〒590-0825 | 昭和通            | しょうわどおり           |
| 〒590-0826 | 菅原通            | すがはらどおり           |
| 〒590-0827 | 春日通            | かすがどおり             |
| 〒590-0828 | 八幡通            | やはたどおり             |
| 〒590-0829 | 東湊町            | ひがしみなとちょう       |
| 〒590-0831 | 出島西町          | でじまにしまち           |
| 〒590-0832 | 出島浜通          | でじまはまどおり         |
| 〒590-0833 | 出島海岸通        | でじまかいがんどおり     |
| 〒590-0834 | 出島町            | でじまちょう             |
| 〒590-0835 | 西湊町            | にしみなとちょう         |
| 〒590-0836 | 楠町              | くすのきちょう           |
| 〒590-0837 | 柏木町            | かしわぎちょう           |
| 〒590-0901 | 築港八幡町        | ちっこうやわたまち       |
| 〒590-0902 | 松屋大和川通      | まつややまとがわどおり   |
| 〒590-0903 | 松屋町            | まつやちょう             |
| 〒590-0904 | 南島町            | みなみじまちょう         |
| 〒590-0905 | 鉄砲町            | てっぽうちょう           |
| 〒590-0906 | 三宝町            | さんぼうちょう           |
| 〒590-0907 | 緑町              | みどりちょう             |
| 〒590-0908 | 匠町              | たくみちょう             |
| 〒590-0911 | 七道西町          | しちどうにしまち         |
| 〒590-0912 | 並松町            | なみまつちょう           |
| 〒590-0913 | 七道東町          | しちどうひがしまち       |
| 〒590-0921 | 北半町西          | きたはんちょうにし       |
| 〒590-0922 | 北半町東          | きたはんちょうひがし     |
| 〒590-0923 | 北旅籠町東        | きたはたごちょうひがし   |
| 〒590-0924 | 桜之町東          | さくらのちょうひがし     |
| 〒590-0925 | 綾之町東          | あやのちょうひがし       |
| 〒590-0926 | 綾之町西          | あやのちょうにし         |
| 〒590-0927 | 桜之町西          | さくらのちょうにし       |
| 〒590-0928 | 北旅籠町西        | きたはたごちょうにし     |
| 〒590-0930 | 柳之町西          | やなぎのちょうにし       |
| 〒590-0931 | 錦之町西          | にしきのちょうにし       |
| 〒590-0932 | 錦之町東          | にしきのちょうひがし     |
| 〒590-0933 | 柳之町東          | やなぎのちょうひがし     |
| 〒590-0934 | 九間町東          | くけんちょうひがし       |
| 〒590-0935 | 神明町東          | しんめいちょうひがし     |
| 〒590-0936 | 宿屋町東          | しゅくやちょうひがし     |
| 〒590-0937 | 宿屋町西          | しゅくやちょうにし       |
| 〒590-0938 | 神明町西          | しんめいちょうにし       |
| 〒590-0939 | 九間町西          | くけんちょうにし         |
| 〒590-0940 | 車之町西          | くるまのちょうにし       |
| 〒590-0941 | 材木町西          | ざいもくちょうにし       |
| 〒590-0942 | 材木町東          | ざいもくちょうひがし     |
| 〒590-0943 | 車之町東          | くるまのちょうひがし     |
| 〒590-0944 | 櫛屋町東          | くしやちょうひがし       |
| 〒590-0945 | 戎之町東          | えびすのちょうひがし     |
| 〒590-0946 | 熊野町東          | くまのちょうひがし       |
| 〒590-0947 | 熊野町西          | くまのちょうにし         |
| 〒590-0948 | 戎之町西          | えびすのちょうにし       |
| 〒590-0949 | 櫛屋町西          | くしやちょうにし         |
| 〒590-0950 | 甲斐町西          | かいのちょうにし         |
| 〒590-0951 | 市之町西          | いちのちょうにし         |
| 〒590-0952 | 市之町東          | いちのちょうひがし       |
| 〒590-0953 | 甲斐町東          | かいのちょうひがし       |
| 〒590-0954 | 大町東            | おおちょうひがし         |
| 〒590-0955 | 宿院町東          | しゅくいんちょうひがし   |
| 〒590-0956 | 中之町東          | なかのちょうひがし       |
| 〒590-0957 | 中之町西          | なかのちょうにし         |
| 〒590-0958 | 宿院町西          | しゅくいんちょうにし     |
| 〒590-0959 | 大町西            | おおちょうにし           |
| 〒590-0960 | 少林寺町西        | しょうりんじちょうにし   |
| 〒590-0961 | 寺地町西          | てらじちょうにし         |
| 〒590-0962 | 寺地町東          | てらじちょうひがし       |
| 〒590-0963 | 少林寺町東        | しょうりんじちょうひがし |
| 〒590-0964 | 新在家町東        | しんざいけちょうひがし   |
| 〒590-0965 | 南旅篭町東        | みなみはたごちょうひがし |
| 〒590-0966 | 南半町東          | みなみはんちょうひがし   |
| 〒590-0967 | 南半町西          | みなみはんちょうにし     |
| 〒590-0968 | 南旅篭町西        | みなみはたごちょうにし   |
| 〒590-0969 | 新在家町西        | しんざいけちょうにし     |
| 〒590-0971 | 栄橋町            | さかえばしちょう         |
| 〒590-0972 | 竜神橋町          | りゅうじんばしちょう     |
| 〒590-0973 | 住吉橋町          | すみよしばしちょう       |
| 〒590-0974 | 大浜北町          | おおはまきたまち         |
| 〒590-0975 | 大浜中町          | おおはまなかまち         |
| 〒590-0976 | 大浜南町          | おおはまみなみまち       |
| 〒590-0977 | 大浜西町          | おおはまにしまち         |
| 〒590-0981 | 塩浜町            | しおはまちょう           |
| 〒590-0982 | 海山町            | かいさんちょう           |
| 〒590-0983 | 山本町            | やまもとちょう           |
| 〒590-0984 | 神南辺町          | かんなべちょう           |
| 〒590-0985 | 戎島町            | えびすじまちょう         |
| 〒590-0986 | 北波止町          | きたはとちょう           |
| 〒590-0987 | 築港南町          | ちっこうみなみまち       |

補足
1. ↑  2丁は北区にあり、別の郵便番号を使用している。

### 中区
| 町名             | 町名の読み             | 設置年月日    | 住居表示実施年月日 | 住居表示実施直前の町名                             | 備考                     |
| ---------------- | ---------------------- | ------------- | ------------------ | -------------------------------------------------- | ------------------------ |
| 学園町           | がくえんちょう         | 1992年4月1日  | 1992年4月1日       | 百舌鳥梅町4、土師町、新家町の各一部                |                          |
| 毛穴町           | けなちょう             | 年月日        | 未実施             |                                                    |                          |
| 八田寺町         | はんだいじちょう       | 年月日        | 未実施             |                                                    | 西区に属する部分を除く。 |
| 堀上町           | ほりあげちょう         | 年月日        | 未実施             |                                                    |                          |
| 八田北町         | はんだきたちょう       | 年月日        | 未実施             |                                                    |                          |
| 八田南之町       | はんだみなみのちょう   | 年月日        | 未実施             |                                                    |                          |
| 八田西町一〜三丁 | はんだにしまち         | 年月日        | 1987年10月25日     | 八田西町1〜3の各全部及び小阪の一部                 |                          |
| 深井北町         | ふかいきたまち         | 年月日        | 未実施             |                                                    |                          |
| 深井中町         | ふかいなかまち         | 年月日        | 未実施             |                                                    |                          |
| 深井東町         | ふかいひがしまち       | 年月日        | 未実施             |                                                    |                          |
| 深井清水町       | ふかいしみずちょう     | 年月日        | 未実施             |                                                    |                          |
| 深井水池町       | ふかいみずがいけちょう | 年月日        | 未実施             |                                                    |                          |
| 深井沢町         | ふかいさわまち         | 年月日        | 未実施             |                                                    |                          |
| 深井畑山町       | ふかいはたやまちょう   | 年月日        | 未実施             |                                                    |                          |
| 土塔町           | どとうちょう           | 年月日        | 未実施             |                                                    |                          |
| 土師町一〜五丁   | はぜちょう             | 1998年11月9日 | 1998年11月9日      | 土師町の全部及び深井北町、深井中町、土塔町の各一部 |                          |
| 大野芝町         | おおのしばちょう       | 年月日        | 未実施             |                                                    |                          |
| 新家町           | しんけちょう           | 年月日        | 未実施             |                                                    |                          |
| 楢葉             | ならば                 | 年月日        | 未実施             |                                                    |                          |
| 小阪             | こさか                 | 年月日        | 未実施             |                                                    |                          |
| 東八田           | ひがしはんだ           | 年月日        | 未実施             |                                                    |                          |
| 平井             | ひらい                 | 年月日        | 未実施             |                                                    |                          |
| 伏尾             | ふせお                 | 年月日        | 未実施             |                                                    |                          |
| 東山             | ひがしやま             | 年月日        | 未実施             |                                                    |                          |
| 陶器北           | とうききた             | 年月日        | 未実施             |                                                    |                          |
| 見野山           | みのやま               | 年月日        | 未実施             |                                                    |                          |
| 上之             | うえの                 | 年月日        | 未実施             |                                                    |                          |
| 福田             | ふくだ                 | 年月日        | 未実施             |                                                    |                          |
| 田園             | たぞの                 | 年月日        | 未実施             |                                                    |                          |
| 辻之             | つじの                 | 年月日        | 未実施             |                                                    |                          |
| 深阪             | ふかさか               | 年月日        | 未実施             |                                                    |                          |
| 深阪一〜六丁     | ふかさか               | 2014年11月4日 | 2014年11月4日      | 深阪、高蔵寺、田園の各一部                         |                          |
| 宮園町           | みやぞのちょう         | 1967年3月31日 | 1967年3月31日      | 東八田、深井清水町、小阪八田北町、堀上町の各一部   |                          |
| 小阪西町         | こさかにしまち         | 年月日        | 1987年10月25日     | 小阪西町の全部                                     |                          |
| 高蔵寺           | たかくらじ             | 年月日        | 未実施             |                                                    |                          |

### 東区
| 町名               | 町名の読み             | 設置年月日     | 住居表示実施年月日 | 住居表示実施直前の町名                                               | 備考 |
| ------------------ | ---------------------- | -------------- | ------------------ | -------------------------------------------------------------------- | ---- |
| 菩提町一〜五丁     | ぼだいちょう           | 年月日         | 未実施             |                                                                      |      |
| 野尻町             | のじりちょう           | 年月日         | 未実施             |                                                                      |      |
| 石原町一〜四丁     | いしはらちょう         | 年月日         | 未実施             |                                                                      |      |
| 八下町一〜三丁     | やしもちょう           | 年月日         | 未実施             |                                                                      |      |
| 引野町一〜三丁     | ひきのちょう           | 年月日         | 未実施             |                                                                      |      |
| 日置荘西町一〜八丁 | ひきしょうにしまち     | 2003年11月17日 | 2003年11月17日     | 日置荘西町の全部及び大美野、草尾、日置荘田中町、日置荘原寺町の各一部 |      |
| 日置荘北町         | ひきしょうきたまち     | 年月日         | 未実施             |                                                                      |      |
| 日置荘北町一〜三丁 | ひきしょうきたまち     | 2000年11月6日  | 2000年11月6日      | 日置荘北町、日置荘西町、日置荘原寺町、菩提町5の各一部                |      |
| 日置荘原寺町       | ひきしょうはらでらまち | 年月日         | 未実施             |                                                                      |      |
| 日置荘田中町       | ひきしょうたなかまち   | 年月日         | 未実施             |                                                                      |      |
| 北野田             | きたのだ               | 年月日         | 未実施             |                                                                      |      |
| 南野田             | みなみのだ             | 年月日         | 未実施             |                                                                      |      |
| 高松               | たかまつ               | 年月日         | 未実施             |                                                                      |      |
| 丈六               | じょうろく             | 年月日         | 未実施             |                                                                      |      |
| 西野               | にしの                 | 年月日         | 未実施             |                                                                      |      |
| 関茶屋             | せきちゃや             | 年月日         | 未実施             |                                                                      |      |
| 中茶屋             | なかちゃや             | 年月日         | 未実施             |                                                                      |      |
| 草尾               | くさお                 | 年月日         | 未実施             |                                                                      |      |
| 大美野             | おおみの               | 年月日         | 未実施             |                                                                      |      |
| 白鷺町一〜三丁     | しらさぎちょう         | 1997年4月1日   | 1997年4月1日       | 中百舌鳥町7の全部及び中百舌鳥町6、金岡町、野尻町、新家町の各一部     |      |

### 西区
| 町名                   | 町名の読み                     | 設置年月日     | 住居表示実施年月日 | 住居表示実施直前の町名 | 備考                     |
| ---------------------- | ------------------------------ | -------------- | ------------------ | ---------------------- | ------------------------ |
| 石津ヶ丘               | いしづがおか                   | 年月日         | 1984年10月22日     |                        |                          |
| 北条町一・二丁         | ほうじょうちょう               | 年月日         | 年月日             |                        |                          |
| 浜寺船尾町東一〜四丁   | はまでらふなおちょうひがし     | 年月日         | 未実施             |                        |                          |
| 浜寺船尾町西一〜五丁   | はまでらふなおちょうにし       | 年月日         | 未実施             |                        |                          |
| 浜寺諏訪森町東一〜三丁 | はまでらすわのもりちょうひがし | 年月日         | 未実施             |                        |                          |
| 浜寺諏訪森町中一〜三丁 | はまでらすわのもりちょうなか   | 年月日         | 未実施             |                        |                          |
| 浜寺諏訪森町西一〜四丁 | はまでらすわのもりちょうにし   | 年月日         | 未実施             |                        |                          |
| 浜寺石津町東一〜五丁   | はまでらいしづちょうひがし     | 年月日         | 1980年3月10日      |                        |                          |
| 浜寺石津町中一〜五丁   | はまでらいしづちょうなか       | 年月日         | 1977年10月3日      |                        |                          |
| 浜寺石津町西一〜五丁   | はまでらいしづちょうにし       | 年月日         | 1977年10月3日      |                        |                          |
| 浜寺南町一〜三丁       | はまでらみなみまち             | 年月日         | 未実施             |                        |                          |
| 浜寺元町一〜六丁       | はまでらもとまち               | 年月日         | 未実施             |                        |                          |
| 浜寺昭和町一〜五丁     | はまでらしょうわちょう         | 年月日         | 未実施             |                        |                          |
| 浜寺公園町一〜四丁     | はまでらこうえんちょう         | 年月日         | 未実施             |                        |                          |
| 石津西町               | いしづにしまち                 | 年月日         | 未実施             |                        |                          |
| 築港新町一〜四丁       | ちっこうしんまち               | 年月日         | 未実施             |                        |                          |
| 築港浜寺町             | ちっこうはまでらちょう         | 年月日         | 未実施             |                        |                          |
| 築港浜寺西町           | ちっこうはまでらにしまち       | 年月日         | 未実施             |                        |                          |
| 鳳北町一〜十丁         | おおとりきたまち               | 年月日         | 未実施             |                        |                          |
| 鳳南町一〜五丁         | おおとりみなみまち             | 年月日         | 未実施             |                        |                          |
| 鳳東町一〜七丁         | おおとりひがしまち             | 年月日         | 未実施             |                        |                          |
| 鳳西町一〜三丁         | おおとりにしまち               | 年月日         | 未実施             |                        |                          |
| 鳳中町一〜十丁         | おおとりなかまち               | 年月日         | 未実施             |                        |                          |
| 平岡町                 | ひらおかちょう                 | 年月日         | 未実施             |                        |                          |
| 堀上緑町一〜三丁       | ほりあげみどりまち             | 年月日         | 1992年4月1日       |                        |                          |
| 八田寺町               | はんだいじちょう               | 年月日         | 未実施             |                        | 40番1〜3に限る。         |
| 津久野町一〜三丁       | つくのちょう                   | 年月日         | 1984年10月22日     |                        |                          |
| 下田町                 | しもだちょう                   | 年月日         | 1984年10月22日     |                        |                          |
| 神野町一〜三丁         | こうのちょう                   | 1984年10月22日 | 1984年10月22日     |                        |                          |
| 鶴田町                 | つるたちょう                   | 年月日         | 1984年10月22日     |                        |                          |
| 上野芝町一〜八丁       | うえのしばちょう               | 年月日         | 1984年10月22日     |                        |                          |
| 上野芝向ヶ丘町一〜六丁 | うえのしばむこうがおかちょう   | 年月日         | 年月日             |                        |                          |
| 宮下町                 | みやしもちょう                 | 年月日         | 1984年10月22日     |                        |                          |
| 家原寺町一・二丁       | えばらじちょう                 | 年月日         | 1992年4月1日       |                        |                          |
| 上                     | かみ                           | 年月日         | 未実施             |                        |                          |
| 太平寺                 | たいへいじ                     | 年月日         | 未実施             |                        | 南区に属する部分を除く。 |
| 草部                   | くさべ                         | 年月日         | 未実施             |                        |                          |
| 小代                   | こだい                         | 年月日         | 未実施             |                        | 292番1に限る。           |
| 原田                   | はらだ                         | 年月日         | 未実施             |                        |                          |
| 菱木一〜四丁           | ひしき                         | 年月日         | 未実施             |                        |                          |
| 山田一〜四丁           | やまだ                         | 年月日         | 未実施             |                        |                          |

### 南区
| 町名             | 町名の読み     | 設置年月日 | 住居表示実施年月日 | 住居表示実施直前の町名 | 備考                     |
| ---------------- | -------------- | ---------- | ------------------ | ---------------------- | ------------------------ |
| 片蔵             | かたくら       | 年月日     | 未実施             |                        |                          |
| 豊田             | とよだ         | 年月日     | 未実施             |                        |                          |
| 泉田中           | いずみたなか   | 年月日     | 未実施             |                        |                          |
| 栂               | とが           | 年月日     | 未実施             |                        |                          |
| 富蔵             | とみくら       | 年月日     | 未実施             |                        |                          |
| 釜室             | かまむろ       | 年月日     | 未実施             |                        |                          |
| 畑               | はた           | 年月日     | 未実施             |                        |                          |
| 逆瀬川           | さかせがわ     | 年月日     | 未実施             |                        |                          |
| 鉢ヶ峯寺         | はちがみねじ   | 年月日     | 未実施             |                        |                          |
| 大庭寺           | おおばでら     | 年月日     | 未実施             |                        |                          |
| 小代             | こだい         | 年月日     | 未実施             |                        | 西区に属する部分を除く。 |
| 太平寺           | たいへいじ     | 年月日     | 未実施             |                        |                          |
| 稲葉一〜三丁     | いなば         | 年月日     | 未実施             |                        |                          |
| 高尾一〜三丁     | たかお         | 年月日     | 未実施             |                        |                          |
| 三木閉           | みきとじ       | 年月日     | 未実施             |                        |                          |
| 野々井           | ののい         | 年月日     | 未実施             |                        |                          |
| 美木多上         | みきたかみ     | 年月日     | 未実施             |                        |                          |
| 檜尾             | ひのお         | 年月日     | 未実施             |                        |                          |
| 大森             | おおもり       | 年月日     | 未実施             |                        |                          |
| 別所             | べっしょ       | 年月日     | 未実施             |                        |                          |
| 宮山台一〜四丁   | みややまだい   | 年月日     | 年月日             |                        |                          |
| 竹城台一〜四丁   | たけしろだい   | 年月日     | 年月日             |                        |                          |
| 若松台一〜三丁   | わかまつだい   | 年月日     | 年月日             |                        |                          |
| 茶山台一〜三丁   | ちゃやまだい   | 年月日     | 年月日             |                        |                          |
| 三原台一〜四丁   | みはらだい     | 年月日     | 年月日             |                        |                          |
| 高倉台一〜四丁   | たかくらだい   | 年月日     | 年月日             |                        |                          |
| 晴美台一〜四丁   | はるみだい     | 年月日     | 年月日             |                        |                          |
| 槇塚台一〜四丁   | まきづかだい   | 年月日     | 年月日             |                        |                          |
| 和田             | わだ           | 年月日     | 未実施             |                        |                          |
| 岩室             | いわむろ       | 年月日     | 未実施             |                        |                          |
| 土佐屋台         | とさやだい     | 年月日     | 未実施             |                        |                          |
| 深阪南           | ふかさかみなみ | 年月日     | 未実施             |                        |                          |
| 和田東           | わだひがし     | 年月日     | 未実施             |                        |                          |
| 桃山台一〜四丁   | ももやまだい   | 年月日     | 年月日             |                        |                          |
| 原山台一〜五丁   | はらやまだい   | 年月日     | 年月日             |                        |                          |
| 庭代台一〜四丁   | にわしろだい   | 年月日     | 年月日             |                        |                          |
| 御池台一〜五丁   | みいけだい     | 年月日     | 年月日             |                        |                          |
| 赤坂台一〜六丁   | あかさかだい   | 年月日     | 年月日             |                        |                          |
| 鴨谷台一〜三丁   | かもたにだい   | 年月日     | 年月日             |                        |                          |
| 城山台一〜五丁   | しろやまだい   | 年月日     | 年月日             |                        |                          |
| 新檜尾台一〜四丁 | しんひのおだい | 年月日     | 年月日             |                        |                          |

### 北区
| 町名                 | 町名の読み               | 設置年月日              | 住居表示実施年月日 | 住居表示実施直前の町名                               | 備考 |
| -------------------- | ------------------------ | ----------------------- | ------------------ | ---------------------------------------------------- | ---- |
| 中百舌鳥町一〜六丁   | なかもずちょう           | 年月日                  | 未実施             |                                                      |      |
| 百舌鳥梅北町一〜五丁 | もずうめきたちょう       | 年月日                  | 未実施             |                                                      |      |
| 百舌鳥梅町一〜三丁   | もずうめまち             | 年月日                  | 未実施             |                                                      |      |
| 百舌鳥本町一〜三丁   | もずほんまち             | 年月日                  | 未実施             |                                                      |      |
| 東上野芝町二丁       | ひがしうえのしばちょう   | 年月日                  | 未実施             |                                                      |      |
| 百舌鳥陵南町一〜三丁 | もずりょうなんちょう     | 年月日                  | 未実施             |                                                      |      |
| 百舌鳥赤畑町一〜五丁 | もずあかはたちょう       | 年月日                  | 未実施             |                                                      |      |
| 百舌鳥西之町一〜三丁 | もずにしのちょう         | 年月日                  | 未実施             |                                                      |      |
| 金岡町               | かなおかちょう           | 年月日                  | 未実施             |                                                      |      |
| 長曾根町             | ながそねちょう           | 年月日                  | 未実施             |                                                      |      |
| 黒土町               | くろつちちょう           | 年月日                  | 未実施             |                                                      |      |
| 大豆塚町一・二丁     | まめづかちょう           | 年月日                  | 未実施             |                                                      |      |
| 新堀町一・二丁       | しんぼりちょう           | 年月日                  | 未実施             |                                                      |      |
| 船堂町一・二丁       | せんどうちょう           | 2010年11月21日          | 2010年11月21日     | 船堂町の全部及び蔵前町の一部                         |      |
| 北花田町一〜四丁     | きたはなだちょう         | 年月日                  | 未実施             |                                                      |      |
| 奥本町一・二丁       | おくもとちょう           | 年月日                  | 未実施             |                                                      |      |
| 常磐町一〜三丁       | ときわちょう             | 年月日                  | 未実施             |                                                      |      |
| 東浅香山町一〜四丁   | ひがしあさかやまちょう   | 年月日                  | 未実施             |                                                      |      |
| 宮本町               | みやもとちょう           | 年月日                  | 未実施             |                                                      |      |
| 北長尾町一〜八丁     | きたながおちょう         | 年月日                  | 1973年10月20日     | 北長尾町1〜8の各全部                                 |      |
| 中長尾町一〜四丁     | なかながおちょう         | 年月日                  | 1973年10月20日     | 中長尾町1〜4の各全部                                 |      |
| 南長尾町一〜五丁     | みなみながおちょう       | 年月日                  | 1973年10月20日     | 南長尾町1・2の各全部及び南長尾町3〜5、黒土町の各一部 |      |
| 蔵前町一〜三丁       | くらまえちょう           | 2010年11月21日          | 2010年11月21日     | 蔵前町の一部                                         |      |
| 野遠町               | のとうちょう             | 年月日                  | 未実施             |                                                      |      |
| 中村町               | なかむらちょう           | 年月日                  | 未実施             |                                                      |      |
| 南花田町             | みなみはなだちょう       | 年月日                  | 未実施             |                                                      |      |
| 八下北               | やしもきた               | 1997年4月1日            | 1997年4月1日       | 八下町4の全部及び中村町の一部                        |      |
| 新金岡町一〜五丁     | しんかなおかちょう       | 1965年10月1日（二）     | 1965年10月1日      | 蔵前町、長曾根町の各一部                             |      |
| 新金岡町一〜五丁     | しんかなおかちょう       | 1965年10月1日（三）     | 1966年5月16日      | 新金岡町3の全部                                      |      |
| 新金岡町一〜五丁     | しんかなおかちょう       | 1965年10月1日（一）     | 1967年2月20日      | 新金岡町1の全部                                      |      |
| 新金岡町一〜五丁     | しんかなおかちょう       | 1965年10月1日（四・五） | 1968年3月1日       | 新金岡町4・5の各全部                                 |      |
| 東雲東町一〜四丁     | しののめひがしまち       | 年月日                  | 1973年10月20日     | 東雲東町1〜4の各全部                                 |      |
| 東三国ヶ丘町一〜五丁 | ひがしみくにがおかちょう | 1973年10月20日          | 1973年10月20日     | 黒土町、南長尾町3〜5の各一部                         |      |

### 美原区
| 町名                 | 町名の読み       | 設置年月日   | 住居表示実施年月日      | 住居表示実施直前の町名 | 備考                 |
| -------------------- | ---------------- | ------------ | ----------------------- | ---------------------- | -------------------- |
| 阿弥                 | あみ             | 2005年2月1日 | 未実施                  |                        |                      |
| 石原                 | いしはら         | 2005年2月1日 | 未実施                  |                        |                      |
| 今井                 | いまい           | 2005年2月1日 | 未実施                  |                        |                      |
| 大饗                 | おわい           | 2005年2月1日 | 未実施                  |                        |                      |
| 北余部               | きたあまべ       | 2005年2月1日 | 未実施                  |                        |                      |
| 北余部西一〜四丁目   | きたあまべにし   | 2005年2月1日 | 1996年2月13日（三）     | 北余部の一部           |                      |
| 北余部西一〜四丁目   | きたあまべにし   | 2005年2月1日 | 1996年11月18日（四）    | 北余部の一部           |                      |
| 北余部西一〜四丁目   | きたあまべにし   | 2005年2月1日 | 2000年7月1日（一・二）  | 北余部の一部           |                      |
| 黒山                 | くろやま         | 2005年2月1日 | 未実施                  |                        |                      |
| 小寺                 | こでら           | 2005年2月1日 | 未実施                  |                        |                      |
| 小平尾               | こびらお         | 2005年2月1日 | 未実施                  |                        |                      |
| さつき野西一〜三丁目 | さつきのにし     | 2005年2月1日 | 未実施                  |                        | 町名地番整理実施区域 |
| さつき野東一〜三丁目 | さつきのひがし   | 2005年2月1日 | 未実施                  |                        | 町名地番整理実施区域 |
| 真福寺               | しんぷくじ       | 2005年2月1日 | 未実施                  |                        |                      |
| 菅生                 | すごう           | 2005年2月1日 | 未実施                  |                        |                      |
| 青南台一・二丁目     | せいなんだい     | 2005年2月1日 | 1985年11月5日           | 菅生の一部             |                      |
| 太井                 | たい             | 2005年2月1日 | 未実施                  |                        |                      |
| 大保                 | だいほ           | 2005年2月1日 | 未実施                  |                        |                      |
| 多治井               | たじい           | 2005年2月1日 | 未実施                  |                        |                      |
| 丹上                 | たんじょう       | 2005年2月1日 | 未実施                  |                        |                      |
| 丹南                 | たんなん         | 2005年2月1日 | 未実施                  |                        |                      |
| 平尾                 | ひらお           | 2005年2月1日 | 未実施                  |                        |                      |
| 菩提                 | ぼだい           | 2005年2月1日 | 未実施                  |                        |                      |
| 南余部               | みなみあまべ     | 2005年2月1日 | 未実施                  |                        |                      |
| 南余部西一〜三丁目   | みなみあまべにし | 2005年2月1日 | 1996年2月13日（三）     | 南余部の一部           |                      |
| 南余部西一〜三丁目   | みなみあまべにし | 2005年2月1日 | 2000年10月1日（一・二） | 南余部の一部           |                      |
| 木材通一〜四丁目     | もくざいどおり   | 2005年2月1日 | 1986年2月10日           | 菅生、平尾の各一部     |                      |

## 町名の変遷
括弧内は2006年、政令指定都市移行時の所属区。複数あるのは、町域がそれぞれの区にまたがっている町。

### 市制当初の町名
同市は1889年、市制町村制の施行と共に堺区に市制が敷かれ成立した。
市制当時は以下の町丁・大字が編成されていた。
- (堺)並松町
- 北半町（1969年廃止）
- 北半町西1丁（1969年廃止）
- 北旅籠町（1969年廃止）
- (堺)北旅籠町東1 - 2丁
- (堺)北旅籠町西1 - 3丁
- 桜之町（1969年廃止）
- (堺)桜之町東1 - 2丁
- (堺)桜之町西1 - 3丁
- 綾之町（1969年廃止）
- (堺)綾之町東1 - 2丁
- (堺)綾之町西1 - 3丁
- 錦之町（1959年廃止）
- (堺)錦之町東1 - 2丁
- (堺)錦之町西1 - 3丁
- 柳之町（1959年廃止）
- (堺)柳之町東1 - 2丁
- (堺)柳之町西1 - 3丁
- 九間町（1959年廃止）
- (堺)九間町東1 - 3丁
- 九間町西1 - 2丁（1959年廃止）
- 神明町（1959年廃止）
- (堺)神明町東1 - 3丁
- 神明町西1 - 2丁（1959年廃止）
- 宿屋町（1959年廃止）
- (堺)宿屋町東1 - 3丁
- 宿屋町西1 - 2丁（1959年廃止）
- 北材木町（1959年廃止）
- (堺)材木町東1 - 4丁
- 材木町西1 - 2丁（1959年廃止）
- 車之町（1959年廃止）
- 車之町東1 - 4丁（1959年廃止）
- 車之町西1 - 2丁（1959年廃止）
- 櫛屋町（1959年廃止）
- 櫛屋町東1 - 5丁（1959年廃止）
- 櫛屋町西1 - 2丁（1959年廃止）
- 戎之町（1959年廃止）
- 戎之町東1 - 6丁（1959年廃止）
- (堺)戎之町西1 - 2丁
- 熊野町（1959年廃止）
- 熊野町東1 - 6丁（1959年廃止）
- (堺)熊野町西1 - 3丁
- 市之町（1959年廃止）
- (堺)市之町東1 - 6丁
- 市之町西1 - 5丁（1959年廃止）
- 甲斐町（1959年廃止）
- 甲斐町東1 - 4丁（1959年廃止）
- 甲斐町西1 - 5丁（1959年廃止）
- 大町（1959年廃止）
- (堺)大町東1 - 4丁
- 大町西1 - 4丁（1959年廃止）
- 宿院町（1959年廃止）
- 宿院町東1 - 3丁（1959年廃止）
- (堺)宿院町西1 - 4丁
- 中之町（1959年廃止）
- 中之町東1 - 3丁（1959年廃止）
- (堺)中之町西1 - 4丁
- 寺地町（1959年廃止）
- 寺地町東1 - 3丁（1959年廃止）
- (堺)寺地町西1 - 4丁
- 少林寺町（1959年廃止）
- 少林寺町東1 - 3丁（1959年廃止）
- (堺)少林寺町西1 - 4丁
- 新在家町（1959年廃止）
- (堺)新在家町東1 - 4丁
- 新在家町西1 - 5丁（1959年廃止）
- 南旅籠町（1959年廃止）
- 南旅籠町東1 - 3丁（1959年廃止）
- 南旅籠町西1 - 5丁（1959年廃止）
- 南半町（1959年廃止）
- 南半町東1丁（1959年廃止）
- 南半町西1 - 2丁（1959年廃止）
- 戎島1 - 3丁（1922年戎島附洲新田を編入し4 - 5丁を新設、1959年廃止）
- 吾妻橋通1 - 4丁（1959年廃止）
- 栄橋通1 - 2丁（1959年廃止）
- 竜神橋通1 - 2丁（1959年廃止）
- 住吉橋通1 - 2丁（1959年廃止）
- 大浜通1 - 4丁（1959年廃止）
- 戎島附洲新田（1922年廃止）
- 北附洲新田→附洲町（1922年改称、1930年廃止）
- 南附洲新田（1922年廃止）
- 中附洲新田（1922年廃止）

### 明治・大正期の周辺町村の編入と町名設置

#### 明治・大正期に編入した町村
明治・大正期に以下の町村が堺市に編入され、以下の大字を継承した。
向井村（一部、1894年編入）
- 七道（1922年廃止）

向井町（1920年編入）
町制時の大字にそれぞれ「向井町」を冠称。
- 向井町中筋（1922年廃止）
- 向井町北庄（1922年廃止）
- 向井町西万屋（1922年廃止）
- 向井町遠里小野（1922年廃止）

湊町（1920年編入）
町制時は大字が編成されていなかった。
- 湊町（1931年廃止）

舳松村（1925年編入）
村制時は大字が編成されていなかった。
- 舳松村（1935年廃止）

三宝村（1926年編入）
村制時の大字にそれぞれ「三宝村」を冠称。
- 三宝村南島（1930年廃止）
- 三宝村山本（1930年廃止）
- 三宝村平田（1929年廃止）
- 三宝村弥三次郎（1929年廃止）
- 三宝村塩浜（1929年廃止）
- 三宝村若松（1929年廃止）
- 三宝村松屋（1930年廃止）

#### 明治・大正期に設置された町名
明治・大正期に以下の町名が設置されている。以下年別に列挙する。
- 大浜海岸通（1922年、大浜通1 - 4丁、1959年廃止）
- 大浜南町（1922年、南附洲新田、1959年廃止）
- 大浜北町（1922年、中附洲新田・南附洲新田、1959年廃止）
- (堺)七道西町（1922年、七道）
- (堺)七道東町（1922年、七道）
- 榎町（1922年、向井町中筋、1931年廃止）
- 三国ケ丘町（1922年、向井町中筋、1941年廃止）
- 瓦町（1922年、向井町中筋、1931年廃止）
- (堺)新町（1922年、向井町中筋）
- 翁橋町（1922年、向井町中筋、1959年廃止）
- 花田口町（1922年、向井町中筋・北庄、1932年廃止）
- 安井町（1922年、向井町中筋、1933年廃止）
- 向陽町（1922年、向井町北庄、1939年廃止）
- 今池町（1922年、向井町北庄、1950年廃止）
- (堺)田出井町（1922年、向井町北庄）
- 東雲町（1922年、向井町北庄、1950年廃止）
- 浅香山町（1922年、向井町西万屋・北庄、1950年廃止）
- 遠里小野町（1922年、向井町遠里小野・北庄、1950年廃止）
- 香ケ丘町（1922年、向井町北庄・遠里小野、1950年廃止）
- 出島町（1922年、湊町、1952年廃止）

### 昭和初期の周辺町村の編入と町名設置

#### 昭和初期に編入した町村
1942年までに以下の町村が堺市に編入され、以下の大字を継承した。
神石村（1938年編入）
村制時の大字にそれぞれ「神石村」を冠称。
- 神石村上石津（1939年廃止）
- 神石村市（1939年廃止）
- 神石村旭ケ丘（1934年上石津の一部より発足、1939年廃止）

百舌鳥村（1938年編入）
村制時の大字にそれぞれ「百舌鳥村」を冠称。
- 百舌鳥村赤畑（旧西百舌鳥村、1939年廃止）
- 百舌鳥村高田（旧西百舌鳥村、1939年廃止）
- 百舌鳥村西（旧西百舌鳥村、1939年廃止）
- 百舌鳥村百済（旧西百舌鳥村、1939年廃止）
- 百舌鳥村梅（旧中百舌鳥村、1939年廃止）
- 百舌鳥村東（旧中百舌鳥村、1939年廃止）
- 百舌鳥村金口（旧中百舌鳥村、1939年廃止）
- 百舌鳥村夕雲開（旧中百舌鳥村、1939年廃止）

五箇荘村（1938年編入）
村制時の大字にそれぞれ「五箇荘村」を冠称。
- 五箇荘村船堂（1939年廃止）
- 五箇荘村浅香山（1939年廃止）
- 五箇荘村大豆塚（1939年廃止）
- 五箇荘村奥（1939年廃止）
- 五箇荘村北花田（1939年廃止）
- 五箇荘村常磐（1927年花田・庭井・万屋が合併して成立、1939年廃止）
- 五箇荘村新堀（1933年船堂の一部より発足、1939年廃止）

金岡村（1938年編入）
村制時の大字にそれぞれ「金岡村」を冠称。
- 金岡村金田（1939年廃止）
- 金岡村長曽根（1939年廃止）

浜寺町（1942年編入）
町制時の大字にそれぞれ「浜寺町」を冠称。
- 浜寺町下石津（1943年廃止）
- 浜寺町船尾（1943年廃止）
- 浜寺町下（1943年廃止）

鳳町（1942年編入）
町制時の大字にそれぞれ「鳳町」を冠称。
- 鳳町大鳥（1943年廃止）
- 鳳町北王子（1943年廃止）
- 鳳町長承寺（1943年廃止）
- 鳳町野代（1943年廃止）

踞尾村（1942年編入）
村制時は大字が編成されていなかった。
- 踞尾村（1943年廃止）

八田荘村（1942年編入）
村制時の大字にそれぞれ「八田荘村」を冠称。
- 八田荘村八田北（1943年廃止）
- 八田荘村堀上（1943年廃止）
- 八田荘村南（1943年廃止）
- 八田荘村八田寺（1943年廃止）
- 八田荘村毛穴（1943年廃止）
- 八田荘村家原寺（1943年廃止）
- 八田荘村平岡（1943年廃止）

東百舌鳥村（1942年編入）
村制時の大字にそれぞれ「東百舌鳥村」を冠称。
- 東百舌鳥村土師（1943年廃止）
- 東百舌鳥村土師新田（1943年廃止）

深井村（1942年編入）
村制時の大字にそれぞれ「深井村」を冠称。
- 深井村深井（1943年廃止）
- 深井村土塔（1943年廃止）
- 深井村畑山（1943年廃止）

#### 昭和初期に設置された町名
1942年までに以下の町名が設置されている。以下年別に列挙する。
- 南榎町1 - 5丁（1929年、榎町・舳松村、1960年廃止）
- 南新町1 - 2丁（1929年、新町・甲斐町東1 - 4丁・市之町東1 - 6丁、1959年廃止）
- 中翁橋町（1929年、宿院町東1 - 4丁・翁橋町・大町東1 - 4丁、1959年廃止）
- 南翁橋町1 - 3丁（1929年、翁橋町、1959年廃止）
- 北翁橋町1 - 2丁（1929年、翁橋町・新町・甲斐町東1 - 4丁、1959年廃止）
- (堺)北安井町（1929年、安井町・宿院町東1 - 3丁）
- 中安井町1 - 4丁（1929年、安井町・中之町東1 - 3丁、1959年廃止）
- 耳原町（1929年、舳松村・榎町、1959年廃止）
- (堺)大仙町（1929年、榎町・舳松村）
- 三宝町1 - 9丁（1929年、三宝村山本・南島・平田・附洲町、1956年廃止）
- 鉄砲町1 - 9丁（1929年、三宝村南島・松屋・弥三次郎、1945年廃止）
- 南島元町（1929年、三宝村南島、1945年廃止）
- 外山町1 - 4丁（1929年、三宝村弥三次郎・南島、1945年廃止）
- 神南辺通1 - 8丁（1929年、三宝村山本・塩浜、1945年廃止）
- 山本通1 - 6丁（1929年、三宝村山本・附洲町、1945年廃止）
- 元宮通1 - 9丁（1929年、三宝村山本・塩浜、1945年廃止）
- 海山通1 - 7丁（1929年、三宝村山本・塩浜、1945年廃止）
- 平田町1 - 4丁（1929年、三宝村平田・南島、1945年廃止）
- 立花通1 - 10丁（1929年、三宝村若松・山本・塩浜、1956年廃止）
- 丸島町（1929年、三宝村松屋、1956年廃止）
- 松屋元町（1929年、三宝村松屋、1945年廃止）
- 松屋大和川通1 - 13丁（1929年、三宝村松屋、1956年廃止）
- 緑町（1929年、三宝村松屋、1956年廃止）
- 北生島町1 - 6丁（1929年、三宝村松屋、1956年廃止）
- 中生島町1 - 7丁（1929年、三宝村松屋、1956年廃止）
- 南生島町1 - 5丁（1929年、三宝村松屋、1956年廃止）
- 鶴松町1 - 6丁（1929年、三宝村松屋、1956年廃止）
- 北榎町1 - 4丁（1931年、三国ケ丘町・榎町、1960年廃止）
- (堺)三国ケ丘御幸通（1931年、榎町・三国ケ丘町）
- (堺)南三国ケ丘町1 - 6丁（1931年、三国ケ丘町、はじめは1 - 3丁を編成、4 - 6丁は1941年成立）
- (堺)中三国ケ丘町1 - 7丁（1931年、三国ケ丘町、はじめは1 - 3丁を編成、4 - 7丁は1941年成立）
- 北三国ケ丘町（1931年、三国ケ丘町、1941年廃止）
- 北瓦町1 - 3丁（1931年、瓦町・戎之町東1 - 6丁、1959年廃止）
- 中瓦町1 - 3丁（1931年、瓦町・戎之町東1 - 6丁、1959年廃止）
- 南瓦町1 - 3丁（1931年、瓦町、1959年廃止）
- 北新町1 - 4丁（1931年、新町・瓦町・市之町東1 - 6丁、1959年廃止）
- (堺)南花田口町1 - 2丁（1931年、戎之町東1 - 6丁・花田口町）
- (堺)北花田口町1 - 3丁（1931年、戎之町東1 - 6丁・花田口町・田出井町）
- (堺)東湊町1 - 6丁（1931年、湊町・南半町、はじめは1 - 3丁を編成、4 - 6丁は1935年成立）
- (堺)西湊町1 - 6丁（1931年、湊町・南半町、はじめは1 - 3丁を編成、1935年に4 - 5丁が、1952年に6丁がそれぞれ成立）
- (堺)南向陽町1 - 2丁（1932年、向陽町・車之町東1 - 4丁・田出井町・花田口町）
- (堺)南庄町1 - 2丁（1932年、向陽町・田出井町・神明町東1 - 3丁）
- (堺)中向陽町1 - 2丁（1932年、向陽町・車之町東1 - 4丁・田出井町・宿屋町東1 - 3丁・材木町東1 - 4丁）
- (堺)北向陽町1 - 2丁（1932年、向陽町・田出井町・宿屋町東1 - 3丁）
- (堺)南田出井町1 - 4丁（1932年、田出井町）
- (堺)北田出井町1 - 3丁（1932年、田出井町）
- (堺)中田出井町1 - 3丁（1932年、田出井町）
- 御陵通1 - 5丁（1933年、安井町・南旅籠町東1 - 3丁・舳松村、1968年廃止）
- 神保通1 - 3丁（1933年、安井町・舳松村、1968年廃止）
- 旭通1 - 3丁（1933年、安井町・舳松村、1968年廃止）
- 京町通1 - 4丁（1933年、南旅籠町東1 - 3丁・安井町・舳松村、1968年廃止）
- 文珠橋通1 - 4丁（1933年、南旅籠町東1 - 3丁・新在家町東1 - 4丁・安井町・舳松村、1968年廃止）
- 八千代通1 - 4丁（1933年、安井町・新在家町東1 - 4丁・舳松村、1968年廃止）
- 一条通1 - 9丁（1933年、翁橋町・安井町・新町・舳松村、1968年廃止）
- 二条通1 - 8丁（1933年、安井町・新町・舳松村、1968年廃止）
- 三条通1 - 8丁（1933年、安井町・新町・舳松村、1968年廃止）
- 四条通1 - 7丁（1933年、安井町・新町・舳松村、1968年廃止）
- 五条通1 - 6丁（1933年、安井町・舳松村、1968年廃止）
- 六条通1 - 6丁（1933年、安井町・新町・舳松村、1968年廃止）
- 七条通1 - 6丁（1933年、安井町・新町・舳松村、1968年廃止）
- 陵西通1 - 4丁（1933年、安井町・舳松村、1968年廃止）
- (堺)西永山園（1933年、南榎町1 - 5丁・舳松村）
- (堺)中永山園（1933年、舳松村・南榎町1 - 5丁）
- (堺)東永山園（1933年、南榎町1 - 5丁・舳松村）
- (堺)北丸保園（1933年、舳松村）
- (堺)南丸保園（1933年、舳松村）
- (堺)賑町1 - 4丁（1933年、舳松村）
- (堺)永代町1 - 6丁（1933年、少林寺町東1 - 4丁・安井町・翁橋町・舳松村）
- (堺)南安井町1 - 6丁（1933年、安井町・翁橋町・寺地町東1 - 3丁・舳松村）
- 幸通1 - 4丁（1933年、新在家町東1 - 4丁・安井町・舳松村、1968年廃止）
- 東本通1 - 3丁（1935年、東湊町・耳原町・舳松村、1957年廃止）
- 高砂町1 - 3丁（1935年、舳松村・東湊町・耳原町、1957年廃止）
- 相生町1 - 3丁（1935年、三国ケ丘御幸通・東湊町・耳原町・舳松村、1957年廃止）
- 尾上町1 - 3丁（1935年、耳原町・東湊町・三国ケ丘御幸通・舳松村、1957年廃止）
- 老松町1 - 2丁（1935年、舳松村・東湊町、1957年廃止）
- 末広町1 - 2丁（1935年、東湊町・舳松村、1957年廃止）
- 玉川町（1935年、東湊町・舳松村、1957年廃止）
- 松原町（1935年、舳松村、1957年廃止）
- 日之出町（1935年、舳松村、1957年廃止）
- (堺)昭和通1 - 6丁（1935年、西湊町・東湊町・舳松村）
- (堺)菅原通1 - 5丁（1935年、東湊町・西湊町）
- (堺)春日通1 - 4丁（1935年、東湊町）
- (堺)八幡通1 - 3丁（1935年、東湊町）
- 室町（1935年、西湊町・東湊町、1952年廃止）
- 出口町（1935年、西湊町、1952年廃止）
- 西本通（1935年、西湊町、1952年廃止）
- 桂町（1935年、西湊町、1952年廃止）
- 葵町（1935年、西湊町、1952年廃止）
- 楠町（1935年、西湊町、1952年廃止）
- 柏木町（1935年、西湊町、1952年廃止）
- 百舌鳥村夕雲（1939年3月、百舌鳥村夕雲開、同年12月廃止）
- (堺)北清水町1 - 3丁（1939年、遠里小野町・向陽町・香ケ丘町・今池町）
- (堺)南清水町1 - 3丁（1939年、向陽町・今池町）
- (堺)錦綾町1 - 3丁（1939年、向陽町・今池町）
- (堺)北庄町1 - 3丁（1939年、今池町・向陽町・南庄町1 - 2丁・田出井町）
- (堺)砂道町1 - 3丁（1939年、遠里小野町・香ケ丘町・七道東町）
- (堺)遠里小野町1 - 4丁（1939年、遠里小野町・七道東町・香ケ丘町）
- (堺)高須町1 - 3丁（1939年、遠里小野町・香ケ丘町）
- (堺)石津町（1939年、神石村上石津）
- (堺)神石市之町（1939年、神石村市）
- 旭ケ丘御池通3 - 4丁（1939年、神石村旭ケ丘、1956年廃止）
- 旭ケ丘昭和通2 - 4丁（1939年、神石村旭ケ丘、1956年廃止）
- 旭ケ丘戎通1 - 4丁（1939年、神石村旭ケ丘、1956年廃止）
- 旭ケ丘南陵通1 - 4丁（1939年、神石村旭ケ丘、1956年廃止）
- 旭ケ丘辰巳通1 - 4丁（1939年、神石村旭ケ丘、1956年廃止）
- 百舌鳥赤畑町（1939年、百舌鳥村赤畑、1959年廃止）
- 百舌鳥高田町（1939年、百舌鳥村高田、1959年廃止）
- 百舌鳥西之町（1939年、百舌鳥村西、1959年廃止）
- 百舌鳥百済町（1939年、百舌鳥村百済、1959年廃止）
- 百舌鳥梅之町（1939年、百舌鳥村梅、1959年廃止）
- 百舌鳥東之町（1939年、百舌鳥村東、1959年廃止）
- 百舌鳥夕雲町（1939年、百舌鳥村夕雲開・夕雲、1959年廃止）
- (北)船堂町（1939年、五箇荘村船堂、2010年廃止）
- 東浅香山町（1939年、五箇荘村浅香山、1965年廃止）
- 大豆塚町（1939年、五箇荘村大豆塚、1965年廃止）
- 奥本町（1939年、五箇荘村奥、1965年廃止）
- 北花田町（1939年、五箇荘村北花田、1965年廃止）
- 常磐町（1939年、五箇荘村常磐、1965年廃止）
- 新堀町（1939年、五箇荘村新堀、1965年廃止）
- (北)金岡町（1939年、金岡村金田）
- (北)長曽根町（1939年、金岡村長曽根）
- 旭ケ丘町（1939年、石津町、1957年廃止）
- 霞ケ丘町（1939年、石津町、1956年廃止）
- (西)石津ケ丘（1939年、石津町）
- 上野芝町（1939年、百舌鳥高田町・百舌鳥夕雲町・百舌鳥百済町・百舌鳥西之町、1943年廃止）
- (北)宮本町（1939年、北花田町）
- (北)黒土町（1939年、長曽根町）
- (堺)出島町1 - 5丁（1940年、出島町・西湊町・南半町・大浜南町、はじめは1 - 2丁を編成、3 - 5丁は1952年成立）
- (堺)出島浜通（1940年、出島町）
- (堺)出島海岸通1 - 4丁（1940年、出島町・西湊町）
- (堺)北三国ケ丘町1 - 8丁（1941年、北三国ケ丘町・三国ケ丘町・長曽根町）
- (北)北長尾町1 - 8丁（1941年、三国ケ丘町・長曽根町、はじめは1 - 3丁を編成、4 - 8丁は1944年成立）
- (北)中長尾町1 - 4丁（1941年、三国ケ丘町・長曽根町）
- (北)南長尾町1 - 5丁（1941年、長曽根町）

### 昭和中期の周辺町村の編入と町名設置

#### 昭和初期に編入した町村
1962年までに以下の町村が堺市に編入され、以下の大字を継承した。
北八下村（一部、1957年編入）
- 中（1959年廃止）
- 野遠（1959年廃止）
- 南花田（1959年廃止）
- 蔵之前（1949年、南花田の一部より成立、1959年廃止）

南八下村（一部）
- 菩提（1967年廃止）
- 大饗（1967年廃止）
- 小寺（1967年廃止）
- 石原（1967年廃止）
- 野尻（1967年廃止）

日置荘町（1958年編入）
村制時の大字にそれぞれ「日置荘」を冠称。
- 西（1959年廃止）
- 北（1959年廃止）
- 原寺（1959年廃止）
- 田中（1959年廃止）

泉ケ丘町（1959年編入）
- (中)小阪（旧久世村）
- (中)伏尾（旧久世村）
- (南)和田（旧久世村）
- (中)東八田（編入と同時に八田より改称、旧久世村）
- (中)平井（旧久世村）
- (中)東山（旧久世村）
- (中)楢葉（旧久世村）
- (中)田園（旧西陶器村）
- (中)深阪（旧西陶器村）
- (中)辻之（旧西陶器村）
- (中)高蔵寺（旧西陶器村）
- (中)陶器北（編入と同時に北より改称、旧東陶器村）
- (中)見野山（旧東陶器村）
- (中)上之（旧東陶器村）
- (南)岩室（旧東陶器村）
- (中)福田（旧東陶器村）
- (南)片蔵（旧中上神村→上神谷村）
- (南)豊田（旧中上神村→上神谷村）
- (南)泉田中（編入と同時に田中より改称、旧中上神村→上神谷村）
- (南)栂（旧中上神村→上神谷村）
- (南)富蔵（旧南上神村→上神谷村）
- (南)釜室（旧南上神村→上神谷村）
- (南)畑（旧南上神村→上神谷村）
- (南)逆瀬川（旧南上神村→上神谷村）
- (南)鉢ケ峯寺（旧南上神村→上神谷村）

福泉町（1961年編入）
- (西)草部（旧鶴田村）
- (西)上（旧鶴田村）
- 菱木（旧鶴田村、1995年廃止）
- (西)原田（旧鶴田村）
- (南)大庭寺（旧北上神村）
- (西)(南)太平寺（旧北上神村）
- (西)(南)小代（旧北上神村）
- (南)野々井（旧北上神村）
- (南)三木閉（旧北上神村）
- (南)美木多上（旧美木多村）
- (南)檜尾（旧美木多村）
- (南)大森（旧美木多村）
- (南)別所（旧美木多村）

登美丘町（1962年編入）
- (東)関茶屋（旧大草村）
- (東) 中茶屋（旧大草村高松）
- (東)草尾（旧大草村）
- (東)大美野（1931年頃草尾より分立、旧大草村）
- (東)北野田（旧野田村）
- (東)南野田（旧野田村）
- (東)高松（旧野田村）
- (東)丈六（旧野田村）
- (東)西野（旧野田村）

#### 昭和中期に設置された町名
1943年から1958年までの間に以下の町名が設置されている。以下年別に列挙する。
- (西)上野芝町1 - 8丁（1943年、上野芝町・踞尾村）
- (西)上野芝向ケ丘町1 - 6丁（1943年、百舌鳥百済町・踞尾村）
- (西)浜寺諏訪森町中1 - 3丁（1943年、浜寺町下・下石津・船尾、はじめは1 - 4丁を編成したが、いかにして1 - 3丁に再編されたのかは不明）
- (西)浜寺諏訪森町東1 - 3丁（1943年、浜寺町船尾・下石津）
- (西)浜寺諏訪森町西1 - 4丁（1943年、浜寺町下石津・船尾）
- (西)浜寺石津町中1 - 5丁（1943年、浜寺町下石津）
- (西)浜寺石津町東1 - 5丁（1943年、浜寺町下石津・石津町）
- (西)浜寺石津町西1 - 5丁（1943年、浜寺町下石津）
- (西)浜寺船尾町東1 - 4丁（1943年、浜寺町船尾・下石津・鳳町大鳥・神石市之町）
- (西)浜寺船尾町西1 - 5丁（1943年、浜寺町下石津・船尾）
- (西)浜寺南町1 - 3丁（1943年、浜寺町下）
- (西)浜寺元町1 - 6丁（1943年、浜寺町下・船尾）
- (西)浜寺昭和町1 - 5丁（1943年、浜寺町下・船尾）
- (西)浜寺公園町1 - 4丁（1943年、浜寺町下、はじめは1 - 3丁を編成、4丁は1967年成立）
- (西)鳳北町1 - 10丁（1943年、鳳町大鳥・神石市之町）
- (西)鳳中町1 - 10丁（1943年、鳳町大鳥・北王子・長承寺）
- (西)鳳東町1 - 7丁（1943年、鳳町大鳥・北王子・長承寺）
- (西)鳳西町1 - 3丁（1943年、鳳町大鳥・野代・長承寺・北王子）
- (西)鳳南町1 - 5丁（1943年、鳳町北王子・長承寺・野代）
- 踞尾本町（1943年、家原寺町・踞尾村、1964年廃止）
- (西)鶴田町（1943年、踞尾村）
- 踞尾宮本町（1943年、踞尾村、1964年廃止）
- 神野町（1943年、踞尾村、1984年廃止）
- (西)下田町（1943年、神石市之町・鳳町大鳥・踞尾村）
- (西)宮下町（1943年、踞尾村）
- (中)八田北町（1943年、八田荘村八田北）
- (中)堀上町（1943年、八田荘村堀上）
- (中)八田南之町（1943年、八田荘村南）
- (中)(西)八田寺町（1943年、八田荘村八田寺）
- (中)毛穴町（1943年、八田荘村毛穴）
- 家原寺町（1943年、八田荘村家原寺、1964年廃止）
- (西)平岡町（1943年、八田荘村平岡）
- 土師町（1943年、東百舌鳥村土師、1998年廃止）
- (中)大野芝町（1943年、東百舌鳥村土師・土師新田）
- (中)新家町（1943年、東百舌鳥村土師・土師新田・百舌鳥東之町・百舌鳥金口町）
- (中)深井北町（1943年、深井村深井）
- (中)深井中町（1943年、深井村深井）
- (中)深井東町（1943年、深井村深井・畑山）
- (中)深井清水町（1943年、深井村深井）
- (中)深井水池町（1943年、深井村深井・畑山）
- (中)深井沢町（1943年、深井村深井・畑山）
- (中)土塔町（1943年、東百舌鳥村土師・深井村深井・畑山・土塔）
- (中)深井畑山町（1943年、深井村深井・畑山）
- (堺)塩浜町（1943年、立花通1 - 10丁・埋立地）
- 築港南町→築港中町（1943年、埋立地、1958年改称、1961年廃止）
- (堺)南島町1 - 6丁（1945年、南島元町・鉄砲町1 - 9丁・七道西町・平田町1 - 4丁・外山町1 - 4丁、はじめは1 - 5丁を編成、6丁は2021年成立）
- (堺)鉄砲町（1945年、鉄砲町1 - 9丁・三宝町1 - 9丁・七道西町）
- (堺)山本町1 - 6丁（1945年、元宮通1 - 9丁・立花通1 - 10丁・丸島町）
- (堺)神南辺町1 - 6丁（1945年、神南辺通1 - 8丁・元宮通1 - 9丁）
- (堺)海山町1 - 7丁（1945年、海山通1 - 7丁・立花通1 - 10丁・丸島町・山本通1 - 6丁・南生島町1 - 5丁・中生島町1 - 7丁）
- (堺)松屋町1 - 3丁（1945年、松屋元町・鉄砲町1 - 9丁・松屋大和川通1 - 13丁・平田町1 - 4丁・外山町1 - 4丁・緑町、はじめは1 - 2丁を編成、3丁は2024年成立）
- 築港北町（1945年、埋立地、1961年廃止）
- (堺)今池町1 - 6丁（1950年、今池町・浅香山町・田出井町・北田出井町1 - 3丁・南庄町1 - 2丁）
- (北)東雲東町1 - 4丁（1950年、東雲町・大豆塚町・東浅香山町）
- (堺)東雲西町1 - 4丁（1950年、東雲町・浅香山町1 - 3丁・田出井町）
- (堺)浅香山町1 - 3丁（1950年、浅香山町・東雲町・大豆塚町・東浅香山町・常磐町）
- (堺)香ケ丘町1 - 5丁（1950年、香ケ丘町・遠里小野町1 - 4丁・今池町・浅香山町）
- (堺)楠町1 - 4丁（1952年、楠町・桂町・葵町・西湊町・柏木町・西本通）
- (堺)柏木町1 - 4丁（1952年、柏木町・西湊町・浜寺石津町中1 - 5丁）
- (堺)三宝町1 - 9丁（1956年、三宝町1 - 9丁・丸島町・南生島町1 - 7丁・立花通1 - 10丁・北生島町1 - 6丁・緑町・中生島町1 - 7丁、はじめは1 - 10丁を編成したが、1961年に10丁が廃止され現在の1 - 9丁となる）
- (堺)松屋大和川通1 - 5丁（1956年、松屋大和川通1 - 13丁・鶴松町1 - 6丁、はじめは1 - 7丁を編成したが、1961年に5 - 7丁が廃止、2024年に5丁が再度成立し、現在の1 - 5丁となる）
- (堺)緑町1 - 4丁（1956年、緑町・松屋大和川通1 - 13丁・鶴松町1 - 6丁・北生島町1 - 6丁・中生島町1 - 7丁、はじめは1 - 6丁を編成したが、1961年に5 - 6丁が廃止され現在の1 - 4丁となる）
- (堺)旭ケ丘北町1 - 5丁（1956年、旭ケ丘町・耳原町、はじめは1 - 4丁を編成、5丁は1959年成立）
- (堺)旭ケ丘中町1 - 4丁（1956年、旭ケ丘町・耳原町）
- (堺)旭ケ丘南町1 - 4丁（1956年、旭ケ丘町・旭ケ丘御池通3 - 4丁）
- (堺)緑ケ丘北町1 - 4丁（1956年、旭ケ丘町・旭ケ丘御池通3 - 4丁・旭ケ丘昭和通2 - 4丁・石津町）
- (堺)緑ケ丘中町1 - 4丁（1956年、旭ケ丘町・旭ケ丘昭和通2 - 4丁・旭ケ丘戎通1 - 4丁）
- (堺)緑ケ丘南町1 - 4丁（1956年、旭ケ丘町・旭ケ丘戎通1 - 4丁・旭ケ丘南陵通1 - 4丁・霞ケ丘町）
- (堺)南陵町1 - 4丁（1956年、旭ケ丘南陵通1 - 4丁・霞ケ丘町・旭ケ丘辰巳通1 - 4丁）
- (堺)霞ケ丘町1 - 4丁（1956年、霞ケ丘町・石津町・旭ケ丘辰巳通1 - 4丁）
- (堺)高砂町1 - 4丁（1957年、高砂町1 - 3丁・相生町1 - 3丁・耳原町・東本通1 - 3丁・石津町・尾上町1 - 3丁）
- (堺)老松町1 - 3丁（1957年、老松町1 - 2丁・末広町1 - 2丁・玉川町・尾上町1 - 3丁・浜寺石津町東1 - 5丁・石津町）
- (堺)大仙中町（1957年、耳原町）
- (堺)大仙西町（1957年、耳原町・日之出町・東湊町1 - 6丁・一条通1 - 9丁）
- (堺)協和町1 - 5丁（1957年、耳原町・石津町・松原町・日之出町・東本通1 - 3丁）
- (堺)石津北町（1957年、石津町・旭ケ丘町・耳原町）

### その後の周辺町村の編入と現在までの町名設置

#### 住居表示による町名設置
1959年、戦後の区画整理により市の中心部で大規模な町名整理が実施され、以下の町名が設置された。
- (堺)九間町西1 - 3丁（九間町西1 - 2丁・九間町）
- (堺)神明町西1 - 3丁（神明町西1 - 2丁・神明町）
- (堺)宿屋町西1 - 3丁（宿屋町西1 - 2丁・神明町西1 - 2丁・宿屋町）
- (堺)材木町西1 - 3丁（材木町西1 - 2丁・北材木町）
- (堺)車之町東1 - 3丁（車之町東1 - 4丁・車之町・櫛屋町・櫛屋町東1 - 5丁）
- (堺)車之町西1 - 3丁（車之町西1 - 2丁・車之町・櫛屋町・櫛屋町西1 - 2丁）
- (堺)櫛屋町東1 - 4丁（櫛屋町東1 - 5丁・櫛屋町・車之町東1 - 4丁・戎之町東1 - 6丁）
- (堺)櫛屋町西1丁（櫛屋町西1 - 2丁・櫛屋町）
- (堺)戎之町東1 - 5丁（戎之町東1 - 6丁・戎之町）
- (堺)熊野町東1 - 5丁（熊野町東1 - 6丁・熊野町）
- (堺)市之町西1 - 3丁（市之町西1 - 5丁・市之町・熊野町・熊野町西1 - 3丁）
- (堺)甲斐町東1 - 6丁（甲斐町東1 - 4丁・甲斐町）
- (堺)甲斐町西1 - 3丁（甲斐町西1 - 5丁・甲斐町）
- (堺)大町西1 - 3丁（大町西1 - 4丁・大町）
- (堺)宿院町東1 - 4丁（宿院町東1 - 3丁・宿院町）
- (堺)中之町東1 - 4丁（中之町東1 - 3丁・中之町）
- (堺)寺地町東1 - 4丁（寺地町東1 - 3丁・寺地町・少林寺町東1 - 3丁・少林寺町）
- (堺)少林寺町東1 - 4丁（少林寺町東1 - 3丁・少林寺町）
- (堺)新在家町西1 - 4丁（新在家町西1 - 5丁・新在家町・南旅籠町西1 - 5丁）
- (堺)南旅籠町東1 - 4丁（南旅籠町東1 - 3丁・南旅籠町）
- (堺)南旅籠町西1 - 4丁（南旅籠町西1 - 5丁・南旅籠町）
- (堺)南半町東1 - 2丁（南半町東1丁・南旅籠町東1 - 4丁・南半町・南半町西1 - 2丁）
- (堺)南半町西1 - 4丁（南半町西1 - 2丁・南半町）
- (堺)北波止町（吾妻橋通1 - 4丁・戎島1 - 5丁）
- (堺)戎島町1 - 5丁（戎島1 - 5丁・吾妻橋通1 - 4丁）
- (堺)栄橋町1 - 2丁（栄橋通1 - 2丁・大浜通1 - 4丁・竜神橋通1 - 2丁）
- (堺)竜神橋町1 - 2丁（竜神橋通1 - 2丁・住吉橋通1 - 2丁・大浜通1 - 4丁）
- (堺)住吉橋町1 - 2丁（住吉橋通1 - 2丁・大浜北町・大浜通1 - 4丁）
- (堺)大浜南町1 - 3丁（大浜南町・出島町1 - 5丁）
- (堺)大浜北町1 - 5丁（大浜北町・大浜海岸通・大浜通1 - 4丁・大浜南町・住吉橋通1 - 2丁）
- (堺)大浜中町1 - 3丁（大浜北町・大浜南町）
- (堺)北瓦町1 - 2丁（北瓦町1 - 3丁・三国ケ丘御幸通）
- (堺)中瓦町1 - 2丁（中瓦町1 - 3丁・北瓦町1 - 3丁・三国ケ丘御幸通）
- (堺)南瓦町（南瓦町1 - 3丁・南新町1 - 2丁・北新町1 - 4丁・中瓦町1 - 3丁）
- (堺)翁橋町1 - 2丁（翁橋町・北翁橋町1 - 2丁・中翁橋町・南翁橋町1 - 3丁）
- (堺)中安井町1 - 3丁（中安井町1 - 4丁・北安井町・南翁橋町1 - 3丁・南安井町1 - 6丁・一条通1 - 9丁）
- (北)百舌鳥赤畑町1 - 5丁（百舌鳥赤畑町・南榎町1 - 5丁・百舌鳥梅之町・百舌鳥夕雲町・百舌鳥高田町）
- (北)百舌鳥西之町1 - 3丁（百舌鳥西之町・百舌鳥赤畑町・百舌鳥梅之町・百舌鳥百済町・百舌鳥高田町）
- (北)百舌鳥梅町1 - 3丁（百舌鳥梅之町・百舌鳥赤畑町・百舌鳥金口町・百舌鳥東之町、はじめは1 - 4丁を編成、1992年に4丁が廃止され現在の1 - 3丁となる）
- (堺)百舌鳥夕雲町1 - 3丁（百舌鳥夕雲町・耳原町・百舌鳥赤畑町・百舌鳥梅之町・百舌鳥西之町・百舌鳥高田町）
- (北)百舌鳥梅北町1 - 5丁（南榎町1 - 5丁・百舌鳥赤畑町・百舌鳥金口町・百舌鳥東之町・百舌鳥梅之町・百舌鳥夕雲町）
- (北)百舌鳥本町1 - 3丁（百舌鳥高田町・百舌鳥赤畑町・百舌鳥夕雲町・百舌鳥西之町）
- (北)百舌鳥陵南町1 - 3丁（百舌鳥百済町、はじめは1 - 2丁を編成、3丁は1978年成立）
- (北)中百舌鳥町1 - 6丁（百舌鳥赤畑町・百舌鳥金口町・百舌鳥東之町・百舌鳥梅之町・百舌鳥夕雲町・黒土町・長曽根町・金岡町、はじめは1 - 7丁を編成、1997年に7丁が廃止され現在の1 - 6丁となる）
- (西)北条町1 - 2丁（百舌鳥百済町・上野芝向ケ丘町1 - 6丁）
- (北)(堺)東上野芝町1 - 2丁（百舌鳥夕雲町・百舌鳥高田町・百舌鳥百済町）

また、現在も区画整理や大阪湾の埋め立てによる住居表示は実施されており、現在までに以下の町名が設置されている。
- (北)中村町（1959年、中）
- (北)野遠町（1959年、野遠）
- (北)南花田町（1959年、南花田）
- (北)蔵前町（1959年、蔵之前、2010年廃止）
- 日置荘西町（1959年、西、2003年廃止）
- 日置荘北町（1959年、北）
- (東)日置荘原寺町（1959年、原寺）
- (東)日置荘田中町（1959年、田中）
- (堺)築港南町（1959年、埋立地）
- (堺)榎元町1 - 6丁（1960年、北榎町1 - 4丁・南榎町1 - 5丁・南三国ケ丘町1 - 6丁）
- (堺)向陵西町1 - 4丁（1960年、北榎町1 - 4丁・南榎町1 - 5丁・南三国ケ丘町1 - 6丁）
- (堺)向陵中町1 - 6丁（1960年、北榎町1 - 4丁・南榎町1 - 5丁・黒土町・百舌鳥赤畑町）
- (堺)向陵東町1 - 3丁（1960年、北榎町1 - 4丁・南榎町1 - 5丁・百舌鳥赤畑町）
- (堺)築港八幡町（1961年、松屋大和川通1 - 7丁・緑町1 - 6丁・三宝町1 - 10丁・築港北町・築港中町）
- (堺)大浜西町（1961年、埋立地）
- (堺)出島西町（1962年、埋立地）
- (西)石津西町（1962年、埋立地）
- (西)築港新町1 - 4丁（1963年、埋立地）
- (西)津久野町1 - 3丁（1964年、踞尾宮本町・踞尾本町・神野町・鶴田町・家原寺町）
- (西)堀上緑町1 - 3丁（1964年、堀上町・平岡町・八田寺町・家原寺町・深井中町、はじめは1 - 2丁を編成、1992年に3丁が成立）
- (西)家原寺町1 - 2丁（1964年、家原寺町・神野町・踞尾本町・上野芝向ケ丘町1 - 6丁）
- (北)東浅香山町1 - 4丁（1965年、東浅香山町・奥本町・北花田町・船堂町・大豆塚町・東雲東町1 - 4丁）
- (北)大豆塚町1 - 2丁（1965年、大豆塚町・奥本町・北花田町）
- (北)奥本町1 - 2丁（1965年、奥本町・北花田町・船堂町）
- (北)北花田町1 - 4丁（1965年、北花田町・船堂町・奥本町）
- (北)常磐町1 - 3丁（1965年、常磐町）
- (北)新堀町1 - 2丁（1965年、新堀町・北花田町・奥本町・船堂町）
- (北)新金岡町1 - 5丁（1965年、金岡町・長曽根町・蔵前町・南花田町）
- (中)宮園町（1967年、東八田・深井清水町・小阪・八田北町・堀上町）
- (東)八下町1 - 3丁（1967年、小寺・石原・中村町、はじめは1 - 4丁を編成、1997年に4丁が廃止）
- (東)菩提町1 - 5丁（1967年、菩提・大饗・小寺・石原）
- (東)石原町1 - 4丁（1967年、小寺・石原・中村町・金岡町・菩提・大饗）
- (東)野尻町（1967年、野尻・菩提・大饗）
- (東)引野町1 - 3丁（1967年、菩提・大饗・金岡町）
- (南)宮山台1 - 4丁（1967年、深阪・小代・和田・豊田）
- (南)竹城台1 - 4丁（1967年、深阪・田園・高蔵寺・豊田・小代・和田）
- (西)築港浜寺町（1967年、埋立地）
- (堺)御陵通（1968年、御陵通1 - 5丁）
- (堺)神保通（1968年、神保通1 - 3丁）
- (堺)旭通（1968年、旭通1 - 3丁・御陵通1 - 5丁）
- (堺)京町通（1968年、京町通1 - 4丁）
- (堺)文珠橋通（1968年、文珠橋通1 - 4丁）
- (堺)八千代通（1968年、八千代通1 - 4丁）
- (堺)一条通（1968年、一条通1 - 9丁・二条通1 - 8丁・六条通1 - 6丁）
- (堺)二条通（1968年、二条通1 - 8丁）
- (堺)三条通（1968年、三条通1 - 8丁）
- (堺)四条通（1968年、四条通1 - 7丁）
- (堺)五条通（1968年、五条通1 - 6丁）
- (堺)六条通（1968年、六条通1 - 6丁）
- (堺)七条通（1968年、七条通1 - 6丁）
- (堺)陵西通（1968年、陵西通1 - 4丁）
- (堺)五月町（1968年、二条通1 - 8丁・六条通1 - 6丁・三条通1 - 8丁・七条通1 - 6丁・四条通1 - 7丁・陵西通1 - 4丁）
- (堺)幸通（1968年、幸通1 - 4丁）
- (南)原山台1 - 5丁（1968年、栂・片蔵・豊田・檜尾・美木多上、はじめは5丁を編成、1 - 4丁は1973年成立）
- (堺)北半町西（1969年、北半町西1丁・北半町）
- (堺)北半町東（1969年、北半町・砂道町1 - 3丁）
- (南)若松台1 - 3丁（1969年、片蔵・釜室・深阪・豊田・高蔵寺）
- (中)八田西町1 - 3丁（1970年、毛穴町・八田北町・八田南之町・八田寺町・平岡町・堀上町・小阪・草部）
- (中)小阪西町（1970年、八田北町・八田南之町・小阪）
- (南)三原台1 - 4丁（1971年、高蔵寺・深阪・田園・辻之・陶器北・上之・岩室）
- (南)茶山台1 - 3丁（1971年、高蔵寺・深阪・田園・豊田・釜室・片蔵）
- (南)高倉台1 - 4丁（1971年、陶器北・上之・辻之・高蔵寺・深阪・田園、はじめは3 - 4丁を編成、1 - 2丁は1975年成立）
- (南)晴美台1 - 4丁（1972年、岩室・高蔵寺・上之・見野山・豊田・陶器北・釜室・逆瀬川）
- (南)槇塚台1 - 4丁（1972年、逆瀬川・高蔵寺・豊田・釜室・岩室・畑・陶器北）
- (南)庭代台1 - 4丁（1972年、美木多上・泉田中・片蔵・栂・豊田・檜尾）
- (南)桃山台1 - 4丁（1972年、三木閉・野々井・豊田・大森・檜尾・大庭寺・菱木）
- (北)東三国ケ丘町1 - 5丁（1973年、黒土町・南長尾町1 - 5丁）
- (西)築港浜寺西町（1974年、埋立地）
- (南)赤坂台1 - 6丁（1975年、檜尾・野々井・大森）
- (南)鴨谷台1 - 3丁（1976年、檜尾・美木多上）
- (南)城山台1 - 5丁（1976年、檜尾・美木多上）
- (南)御池台1 - 5丁（1978年、泉田中・別所・美木多上・豊田・鉢ケ峯寺・栂）
- (南)新檜尾台1 - 4丁（1978年、檜尾・大森・美木多上）
- 天美西6丁目（1980年、松原市天美西1 - 8丁目の一部より編入、1981年廃止）
- 天美我堂7丁目（1980年、松原市天美我堂1 - 7丁目の一部より編入、1981年廃止）
- (西)神野町1 - 3丁（1984年、神野町など）
- (中)学園町（1992年、百舌鳥梅町1 - 4丁など）
- (南)土佐屋台（1993年、深阪など）
- (南)深阪南（1993年、深阪など）
- (南)和田東（1993年、和田）
- (西)山田1 - 4丁（1995年、菱木など）
- (西)菱木1 - 4丁（1995年、菱木など）
- (南)高尾1 - 3丁（1995年、菱木など）
- (南)稲葉1 - 3丁（1995年、菱木など）
- (東)白鷺町1 - 3丁（1997年、野尻町など）
- (北)八下北（1997年、野遠町など）
- (中)土師町1 - 5丁（1998年、土師町など）
- (東)日置荘北町1 - 3丁（2000年、日置荘北町など）
- (東)日置荘西町1 - 8丁（2003年、日置荘西町など）
- (堺)匠町（2008年、埋立地）
- (北)船堂町1 - 2丁（2010年、船堂町など）
- (北)蔵前町1 - 3丁（2010年、蔵前町など）
- (中)深阪1 - 6丁（2014年、深阪など）

#### 美原町の編入
2005年、市内に南河内郡美原町が編入され、以下の大字・町名が継承された。これらの大字・町名については編入から2006年の行政区設置による美原区成立までの間それぞれ「美原町」を冠称していた。また、「丁」と「丁目」についてで前述した通り堺市では「丁」を使うが旧美原町では「丁目」を使用する。
- 平尾（旧平尾村）
- 小平尾（旧平尾村）
- 菅生（旧平尾村）
- 黒山（旧黒山村）
- 太井（旧黒山村）
- 南余部（旧黒山村）
- 北余部（旧黒山村）
- 阿弥（旧黒山村）
- 真福寺（旧丹南村）
- 丹上（旧丹南村）
- 大保（旧丹南村）
- 今井（旧丹南村）
- 多治井（旧丹比村→南大阪町）
- 菩提（旧南八下村）
- 大饗（旧南八下村）
- 小寺（旧南八下村）
- 石原（旧南八下村）
- さつき野東1 - 3丁目（1981年、平尾の一部より成立）
- さつき野西1 - 3丁目（1981年、小平尾・平尾の各一部より成立）
- 青南台1 - 2丁目（1985年、菅生の一部より成立）
- 木材通1 - 4丁目（1986年、菅生・平尾の各一部より成立）
- 北余部西1 - 4丁目（1996年、北余部より成立、はじめ3丁目を編成、同年4丁目、2000年に1 - 2丁目が成立し現在の1 - 4丁目となる）
- 南余部西1 - 3丁目（1996年、南余部より成立、はじめ3丁目を編成、2000年に1 - 2丁目が成立し現在の1 - 3丁目となる）
- 丹南（1990年代頃松原市丹南1 - 6丁目の一部より編入）

## 参考資料
- 角川日本地名大辞典 27 大阪府（1983年、角川書店）